# Collsacreu (serralada Litoral)
El Collsacreu és una collada que uneix la Serra del Corredor i el Massís del Montnegre. Està situada a l'entitat de població de Collsacreu, al límit municipal entre Arenys de Munt, al Maresme, i Vallgorguina, al Vallès Oriental.